# 金鸡镇 (开平市)
金鸡镇，是中华人民共和国广东省江门市开平市下辖的一个乡镇级行政单位。鄰近大广海湾经济区。

## 行政区划
金鸡镇下辖以下地区：
金鸡圩社区、石湾村、向北村、游东村、五联村、金鸡村、高镇村、大同村、锦湖村、联庆村、红光村和石迳村。